# هاینتس برنت
هاینتس برنت (آلمانی: Heinz Brandt; ۱۱ مارس ۱۹۰۷ – ۲۱ ژوئیهٔ ۱۹۴۴) سوارکار اهل آلمان بود.
وی همچنین برندهٔ جوایزی همچون صلیب شوالیه آهنین شده‌است.
وی در مسابقات کشوری و بین‌المللی در مجموع برندهٔ ۱ مدال طلا شده‌است.